# Фаридкот (округ)
Фаридкот (в.-пандж. ਫਰੀਦਕੋਟ ਜ਼ਿਲਾ; англ. Faridkot) — округ в индийском штате Пенджаб. Образован 7 августа 1972 года из частей территорий округов Бхатинда и Фирозпур. Административный центр — город Фаридкот. Площадь округа — 1476 км². По данным всеиндийской переписи 2001 года население округа составляло 550 892 человека. Уровень грамотности взрослого населения составлял 62 %, что немного выше среднеиндийского уровня (59,5 %). Доля городского населения составляла 35,1 %.